# Munir Said Thalib
Munir Said Thalib (àrab: منير سعيد طالب, Munīr Saʿīd Ṭālib) (Malang, Java Oriental, 8 de desembre de 1965 - Amsterdam, 7 de setembre de 2004), afectuosament conegut simplement com a Munir, va ser un dels defensors dels drets humans més famosos d'Indonèsia i activista contra la corrupció. Fundador de l'organització de drets humans Kontras i guanyador en 2000 del Premi Right Livelihood, Munir va ser assassinat en 2004 mentre anava a la Universitat d'Utrecht a cursar un màster en dret internacional i drets humans.

## Carrera d'activista polític
Munir va néixer en una família d'origen àrab hadrami javanès, de Kathiri. Va estudiar dret a la Universitat de Brawijaya s Malang a la província de Java Oriental, després va començar la seva carrera professional el 1989 com a funcionari d'assistència jurídica a la capital de província de Java Oriental, Surabaya. Es va convertir en un dels destacats activistes de drets humans a Indonèsiai s'enfrontà a la intimidació i amenaces de mort. Va acusar l'exèrcit indonesi de violacions dels drets humans a Timor Oriental i a les províncies de Papua i Aceh, i els va acusar de dirigir una xarxa criminal involucrada en la tala il·legal d'arbres i el tràfic de drogues.
Una vegada li van trencar la mà mentre salvava un treballador d'edat avançada de ser batussat per funcionaris de seguretat.
Va fundar la Comissió per a Persones Desaparegudes i Víctimes de la Violència (Kontras). El seu darrer càrrec va ser de director executiu d'Indonesian Human Rights Monitor (IMPARSIAL), una altra ONG indonèsia de drets humans.
Al 2001, mentre investigava el paper de Kopassus en segrestos, va rebre un paquet bomba a la seva casa.

## Assassinat i conseqüències
Munir va ser emmetzinat amb arsènic en un vol des de Jakarta fins a Amsterdam el 7 de setembre de 2004. Va viatjar en la companyia estatal Garuda Indonesia. Es va concloure a partir de la autòpsia i testimonis de Munir durant el judici que havia mort dues hores abans de l'arribada a l'aeroport d'Amsterdam, l'Aeroport d'Amsterdam-Schiphol. Va prendre l'arsènic durant el seu trànsit de vol a Singapur, o en algun moment proper. A Singapur, Pollycarpus Priyanto, un pilot de Garuda en aquella època i el principal sospitós en el judici de Munir, va deixar el vol i després va tornar a Indonèsia. Originalment va marxar d'Indonèsia en un vol sense passatgers, amb un document fals que li permetia volar en un altre vol que no era el seu vol programat. Munir va començar a patir diarrea aguda i episodis de vòmits poc després que el seu vol sortís de Singapur a Amsterdam. La tripulació de la cabina informava al comandant pilot que un passatger estava malalt, i un metge que anava a l'avió va demanar assistència mèdica. No obstant això, Munir va morir al voltant de dues hores abans que l'avió aterrés a l'aeroport de Schiphol a Amsterdam.
Quan es van fer públics els resultats de l'autòpsia dos mesos més tard, el 12 de novembre, l'Institut Forense dels Països Baixos va revelar que el cos de Munir contenia un nivell d'arsènic que gairebé triplicava la dosi letal. Això va ser confirmat posteriorment per la Policia Nacional d'Indonèsia.
Hi havia tres sospitosos; Pollycarpus Budihari Priyanto, antic pilot que suposadament va cedir el seu seient de classe comercial a Munir durant el vol, i dos assistents de vol. Es diu que Priyanto va col·locar l'arsènic en el suc de taronja de Munir, per ordre del cap executiu de Garuda en aquell moment, Indra Setiawan.
El president indonesi, Susilo Bambang Yudhoyono, va proclamar que s'asseguraria que els assassins de Munir fossin portats davant la justícia i va convocar ràpidament una investigació independent. No obstant això, el suport i els recursos per a la investigació van disminuir, els alts funcionaris es van negar a complir, i els resultats mai es van fer públics.
En desembre de 2005 Pollycarpus Budihari Priyanto va ser trobat culpable de l'assassinat de Munir per un tribunal indonesi i condemnat a catorze anys de presó. Els partidaris de Munir afirmen que Priyanto actuava per ordre i que això no es va defensar durant el cas judicial.
A l'octubre de 2006, la Cort Suprema d'Indonèsia va invalidar la condemna contra Pollycarpus Budihari Priyanto, al·legant evidències insuficients. Tanmateix l'abril de 2007, la policia va presentar noves proves als fiscals implicant Priyanto.
A l'octubre de 2007, Indra Setiawan i el seu ajudant, Rohainil Aini, es van enfrontar a un judici per proporcionar a Pollycarpus documents falsos per pujar al vol de Munir des de Jakarta a Singapur. S'enfrontarien a una possible pena de mort. Tots dos van ser condemnats i empresonats per l'assassinat de Munir i van apel·lar les seves condemnes.
El 2007, un tribunal de Jakarta va trobar que Garuda havia estat negligent en negar-se a realitzar un aterratge d'emergència i va ordenar a l'empresa pagar 600.000.000 rupies en compensació amb la vídua de Munir. Quan Garuda va apel·lar aquesta decisió, la cort suprema va augmentar la indemnització a una quantitat no revelada. Garuda llavors no va pagar la indemnització.
Al novembre de 2014, Pollycarpus va ser alliberat de la presó.

## Implicació en l'assassinat de l'Agència d'Intel·ligència de l'Estat (BIN)
Funcionaris d'alt nivell de la Badan Intelijen Negara (Agència d'Intel·ligència de l'Estat, BIN) eren implicats en l'assassinat de Munir. El cap de la policia aleshores, Sutanto, suposadament sabia de la participació del BIN. Un vicepresident de BIN, Muchdi Purwopranjono, va ser jutjat i absolt per l'assassinat en el que ha estat condemnat internacionalment com a "farsa judicial". Els fiscals van acusar Muchdi d'ordenar l'assassinat enfurismat per les crítiques de Munir sobre el seu lideratge a Kopassus. Abans de l'assassinat, Priyanto va fer almenys 26 trucades a Muchdi, i algunes trucades a una línia BIN confidencial.
Una filtració de documents diplomàtics dels Estats Units va al·legar que l'ex cap del BIN A. M. Hendropriyono "va presidir dues reunions en què es va planejar l'assassinat de Munir" i que un testimoni en aquestes reunions va dir a la policia que "només el temps i el mètode de l'assassinat van canviar dels plans que va escoltar, els plans originals eren matar a Munir la seva oficina ". Quan Hendropriyono va ser nomenat per primera vegada al BIN, va ser condemnat amargament per Munir, que estava guiant una investigació sobre el paper d'Hendropriyono en els abusos dels drets humans per a un enjudiciament.
Muchdi i Hendropriyono van ser convocats per ser interrogats per un equip de recerca presidencial, però es van negar a col·laborar amb la investigació. Les recomanacions de l'equip per a l'enjudiciament de Hendropriyono van ser completament ignorades per la policia i la fiscalia.
El 2014, Hendropriyono va admetre al periodista Allan Nairn que va tenir la "responsabilitat de comandament" de l'assassinat i que estava disposat a acceptar ser processat.

## Honors pòstums
Munir va rebre el premi Premi al Coratge Civil de la Train Foundation, que reconeix a "herois extraordinaris de consciència".
En 2013 es va obrir un museu a Malang en honor seu.

## Vida personal
Munir es va casar amb Suciwati Munir, un activista dels drets laborals de l'època. Van tenir dos fills. La seva esposa continua la investigació de l'assassinat de Munir i treballa per mantenir el cas de Munir i els drets humans en el centre de la política indonèsia.